# Commelina zigzag
Commelina zigzag là một loài thực vật có hoa trong họ Commelinaceae. Loài này được P.A.Duvign. & Dewit mô tả khoa học đầu tiên năm 1963.